# الحصن (حجة)

تعديل مصدري - تعديل

الحصن هي مدينة ومركز مديرية الجميمة بمحافظة حجة اليمنية، بلغ تعداد سكانها 1399 نسمة حسب الإحصاء الذي أجري عام 2004.